# Церковь Святой Евлалии (Жиронелья)
Церковь Святой Евлалии в Жиронелья (Барселона, Испания) — приходская церковь в стиле историцизма, включена в Кадастр Архитектурного Наследия Каталонии.

## История
Эта приходская церковь появилась благодаря росту населения в конце XIX века, в основном за счёт заводских посёлков, «индустриальных колоний». Древняя церковь Санта Евлалия XIV века располагала только одним нефом и не вмещала всех верующих.
Строительство церкви началось в 1903 году по проекту Александра Солер и окончательно завершено в 1958 году. Представляет собой здание в форме католического креста. Состоит из трёх пролётов (неф), самый высокий — центральный. Фасад формируют три полукруглые апсиды и заметный поперечный неф. Пролеты перекрыты полукруглыми сводами, усиленными опорными арками. Над крестовым сводом возвышается башня, укрытая сферическим куполом. Облицовка состоит из необработанных камней, скреплённых цементом. Самой последней была доделана колокольня. Внутри её была сохранена фигура Христа из древней приходской церкви.
В 1907 году она была продана и служила для хранения  хозяйственной продукции и объектов культуры. 